# Lorient
Lorient är en stad och kommun i departementet Morbihan i Bretagne i Frankrike. Lorient ligger vid atlantkusten och är en hamnstad. Antal invånare i kommunen var 58 202 (2022) och i storstadsområdet 186 144 (stadsområde).
I Lorient finns ett örlogsvarv sedan 1600-talet. Varvet är fortfarande viktigt för franska flottan.
Under andra världskriget var Lorient tysk ubåtsbas. En stor bombsäker docka finns fortfarande kvar från den tiden. Lorient belägrades, men höll ut ända till maj 1945.
Tour de France åttonde etapp hade sin målgång i Lorient 9 juli 2006.

## Befolkningsutveckling
Antalet invånare i kommunen Lorient
| Referens: INSEE |

## Idrott
Från Lorient kommer fotbollslaget FC Lorient.

## Galleri

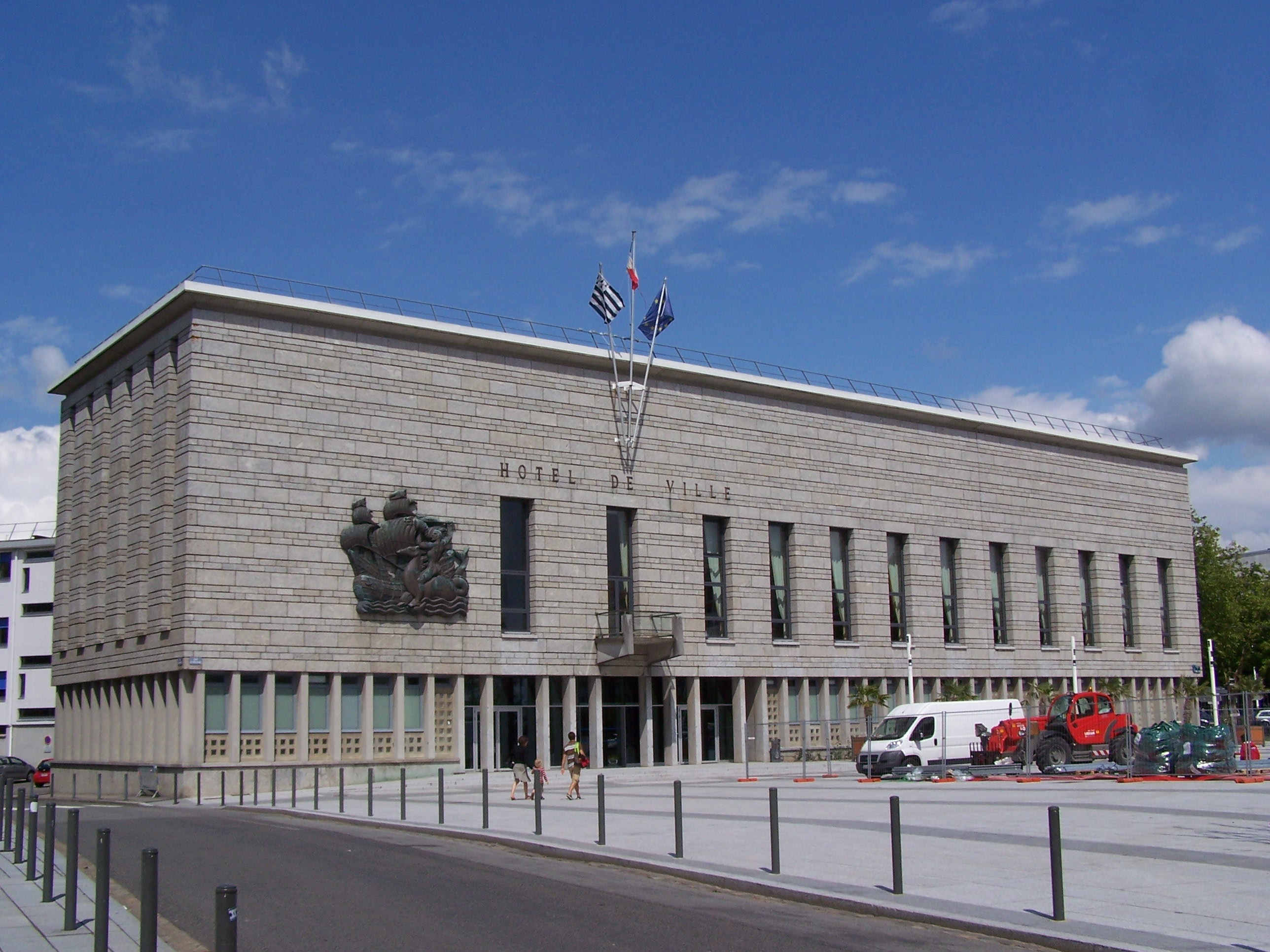
Kommunhuset
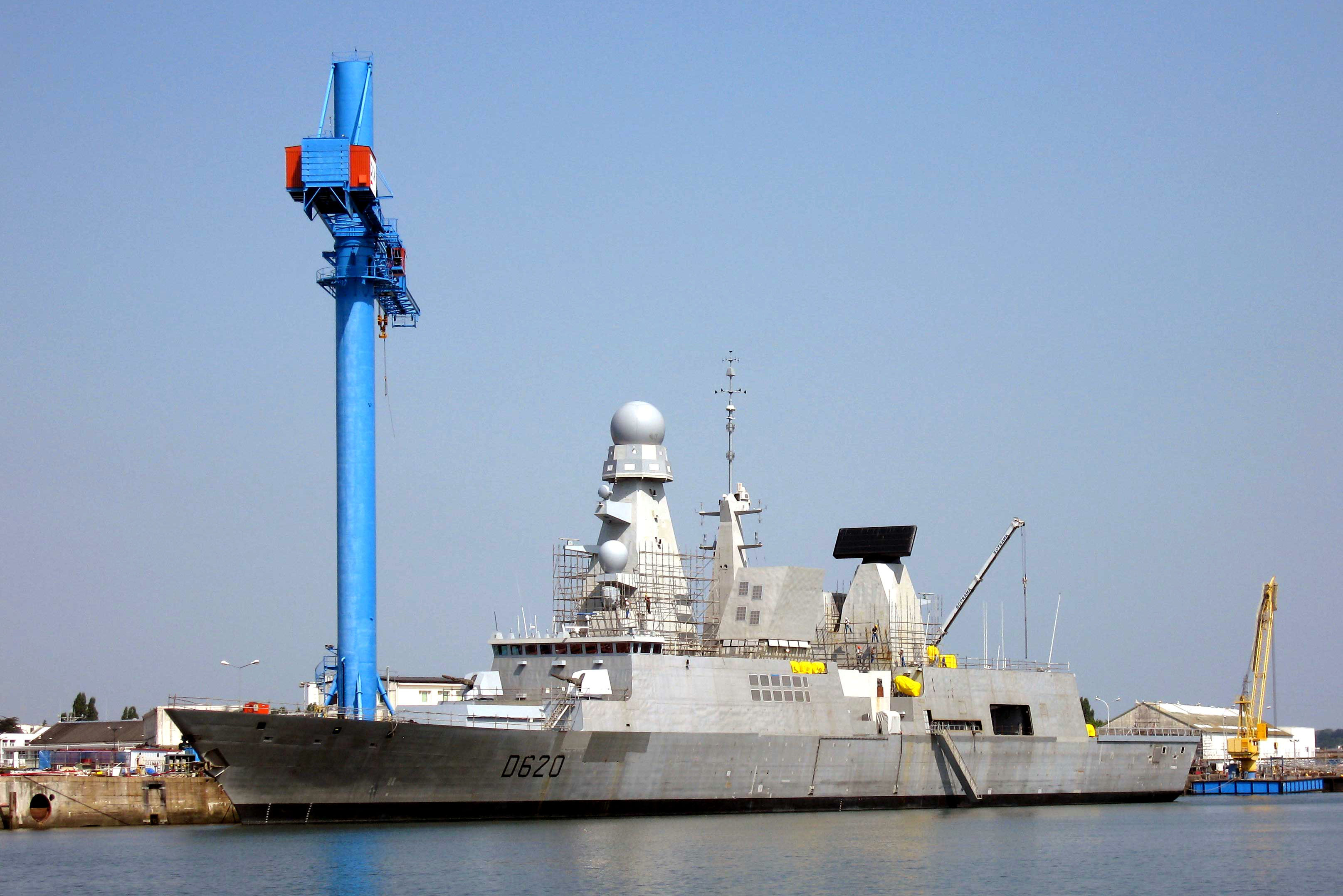
Varvet
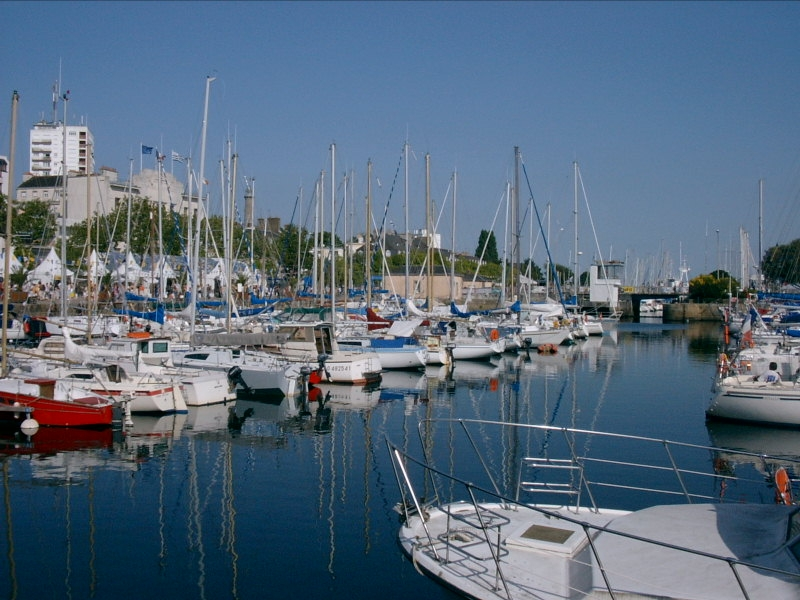
Småbåtshamnen
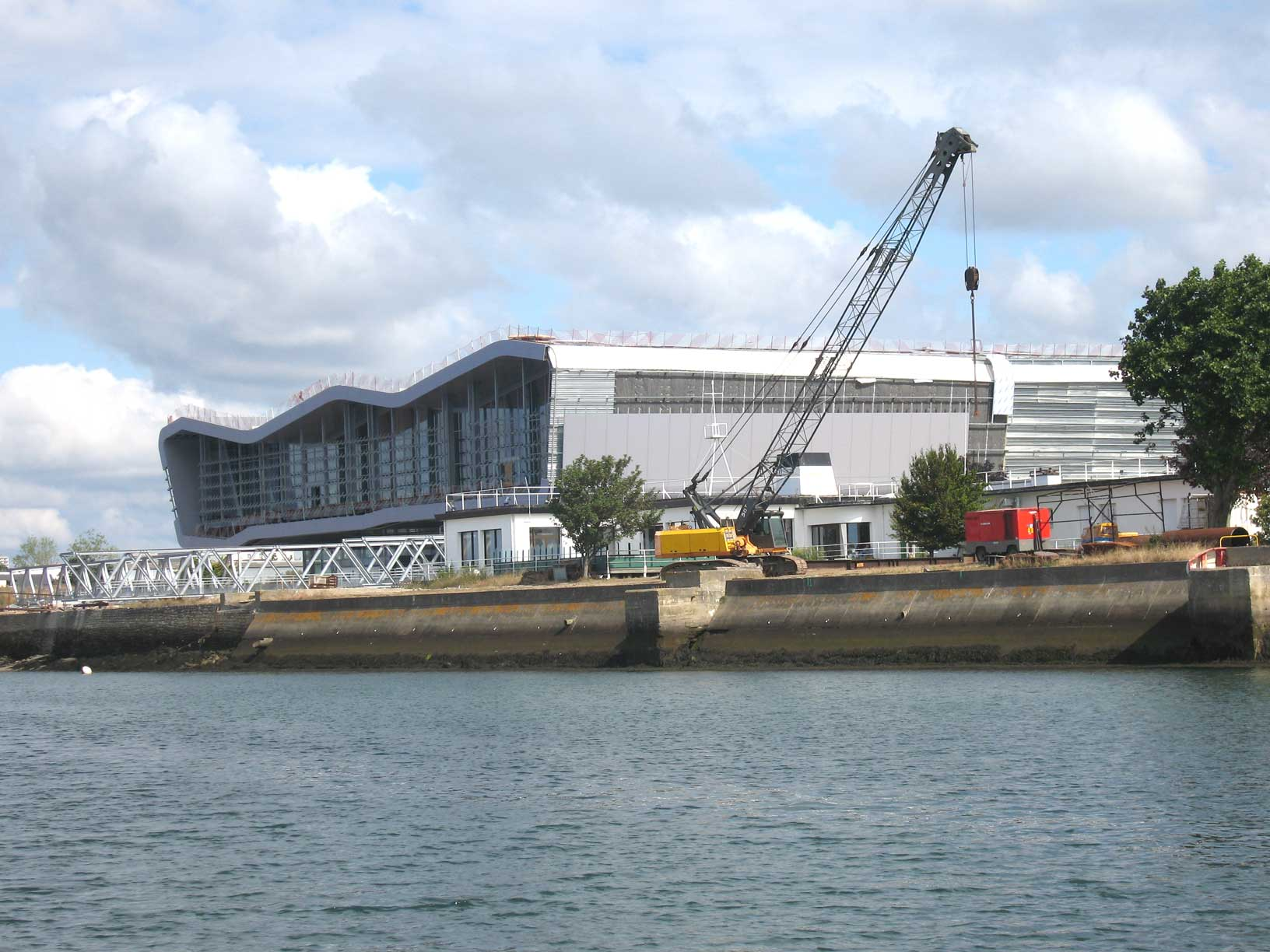
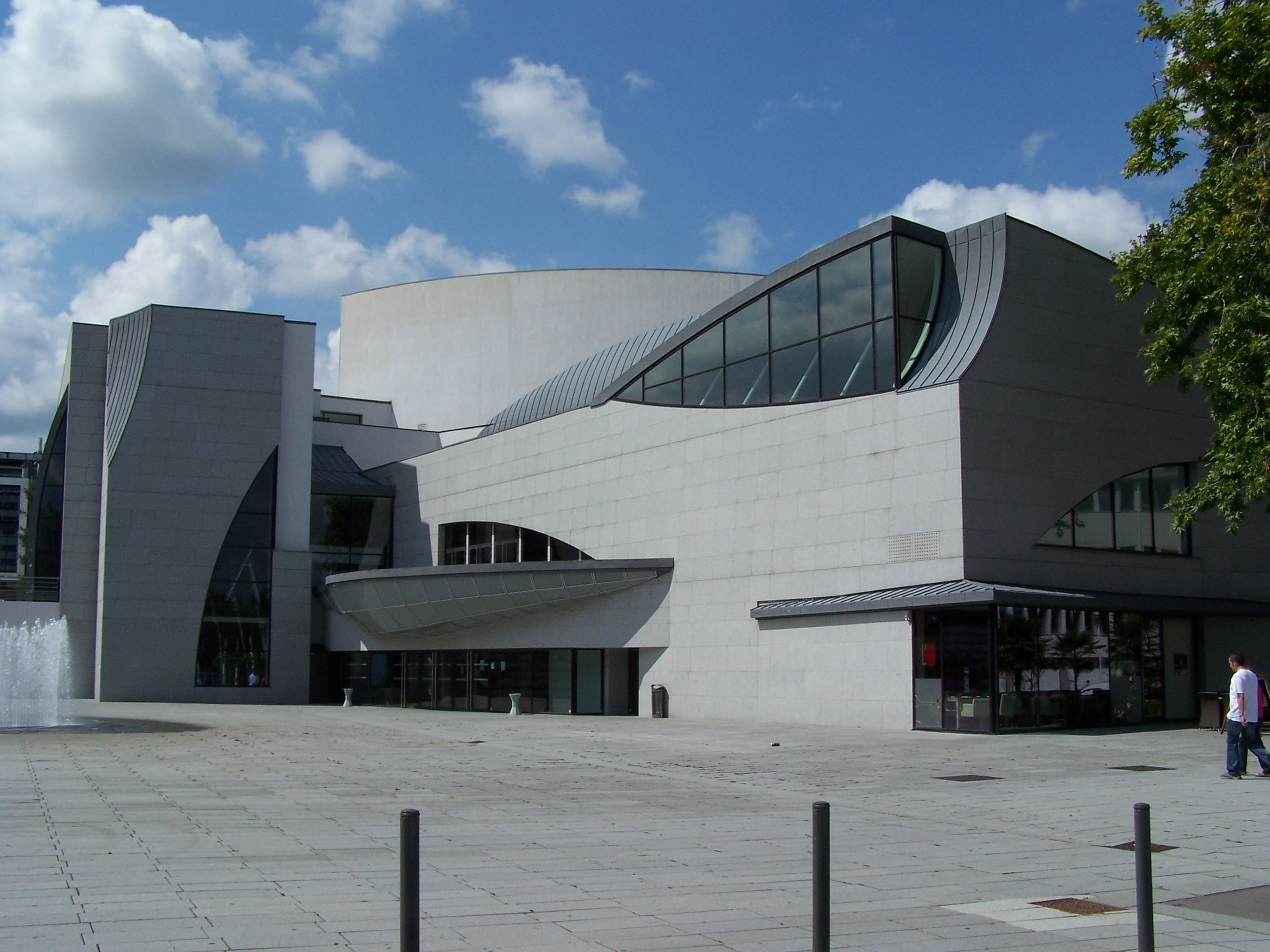
Teatern (mediateket)

## Systerstäder
- Denizli